# ناپدید شدن سید موسی صدر
سید موسی صدر، پس از سفر به لیبی به دعوت معمر قذافی در اوت ۱۹۷۸ (شهریور ۱۳۵۷)، به دلایلی نامعلوم، در لیبی، ناپدید شد. از زنده بودن یا مرگ این روحانی شیعه گزارش‌های ضد و نقیضی در دست است. او آخرین بار در ۳۱ اوت ۱۹۷۸ در مجامع عمومی دیده شده‌بود.

## عوامل و زمینه‌های سفر موسی صدر به لیبی
در مورد عوامل مؤثر و زمینه‌ساز سفر صدر به لیبی درمنابع مختلف دلایل متفاوتی ذکر شده است که در پی می‌آید:
- چون اسرائیل از اجرای قطعنامه ۴۲۵ شورای امنیت و عقب‌نشینی از مناطق مرزی لبنان سر باز زده بود، موسی صدر برای مذاکره دربارهٔ اوضاع بحرانی لبنان و خطرهای تهدیدکنندهٔ جنوب لبنان با رهبران کشورهای عربی به سوریه، اردن، عربستان سعودی و الجزایر سفر کرد و این کشورها را به برگزاری نشست محدود سران فراخواند. وی در گفت‌وگو با روزنامه اخبار خلیج چاپ بحرین اظهار داشت که هدف از انجام این مذاکرات آزادسازی مناطق جنوب لبنان است. خلاصه این گفت‌وگو را روزنامه النهار مورخ ۲۴ ژوئیهٔ ۱۹۷۸ منتشر کرد. وی در الجزایر با رئیس‌جمهور هواری بومدین و محمد صلاح یحیاوی و دیگر مسؤولان جبهه آزادی‌بخش میهنی (الجزایر) گفت وگو کرد. در یکی از این نشست‌ها به وی توصیه شد که از کشور لیبی که در روند اوضاع نظامی و سیاسی لبنان اثرگذار است، دیدار کند و سفر دوره‌ای خود را تکمیل کند. وی در آن نشست اظهار داشت که تنها دیدارش از لیبی در سال ۱۹۷۵ برای شرکت در کنگره‌ای اسلامی بوده و او به دعوت لیبی برای دیدار وی از لیبی و گفت وگو با رهبران آن پاسخ موافق خواهد داد.[نیازمند منبع]
- موسی صدر با تأسیس جنبش امل قصد تشکیل ارتشی را داشت که جامعهٔ شیعیان لبنان را نمایندگی کند اما قدرت گرفتن حزب‌الله لبنان میان شیعیان لبنان دودستگی ایجاد کرد. برخی از منابع سفر موسی صدر به لیبی را در واکنش به هم‌پیمانی سوریه با حزب‌الله و در جهت جلب حمایت لیبی از امل می‌دانند.[۲]
- در دههٔ ۷۰ موسی صدر با برخی جناح‌های فلسطینی اختلاف پیدا کرد؛ زیرا مبارزان فلسطینی جنوب لبنان را پایگاه مبارزات خود با اسرائیل قرار داده‌بودند و در نتیجه آتش حملات اسرائیل متوجه بخشی از لبنان شده بود که شیعه‌نشین و تحت رهبری موسی صدر بود. در برخی از منابع یکی از علت‌های احتمالی سفر صدر به لیبی استفاده از نفوذ قذافی برای کنترل فلسطینیان ذکر شده است.[۱][۳] قذافی پیش‌تر، ایدهٔ انتقال دائمی پناهندگان فلسطینی به جنوب لبنان را با موسی صدر مطرح کرده‌بود که با مخالفت شدید موسی صدر مواجه شد.[۴]

## سفر به لیبی
در تاریخ ۲۸ ژوئیهٔ ۱۹۷۸ صدر در دفتر خود پذیرای کاردار سفارت لیبی در لبنان شد و او دعوت کنگره عمومی خلق لیبی را برای دیدار از لیبی و گفت گو با دبیرکل کنگره سرهنگ معمر قذافی ابلاغ کرد و خواهش کرد که این سفر در ۱۹ یا ۲۱ اوت ۱۹۷۸ انجام شود. صدر این دعوت را پذیرفت و در مورد تعیین زمان سفر با تأمل برخورد کرد.
در تاریخ ۲۰ اوت ۱۹۷۸ صدر به کاردار لیبی اطلاع داد که مایل است سفر در تاریخ ۲۵ اوت ۱۹۷۸ انجام شود و اینکه ناگزیر به ترک لیبی پیش از ۱ نوامبر ۱۹۷۸ است تا بتواند به همسر بیمارش که در حال درمان در فرانسه است رسیدگی کند و نیز باید برای پاره‌ای کارهای ضروری به لبنان بازگردد. همچنین نام اعضای هیئت همراه خود را به کاردار لیبی اعلام کرد.
سفارت لیبی در لبنان بلیت سفر صدر و همراهانش شیخ محمد یعقوب و عباس بدرالدین را به او تقدیم و به موجب نامه‌ای به خطوط هوایی الشرق الاوسط به شماره ۴/۳/۴۳۰ در تاریخ ۲۴ اوت ۱۹۷۸ چند صندلی در جایگاه ویژه هواپیما برای ایشان رزرو کرد.
روز جمعه موسی صدر همراه شیخ محمد یعقوب ویکی از اصحاب مطبوعات یعنی عباس بدرالدین (مدیر خبرگزاری لبنان) به لیبی سفر کرد. در میان بدرقه‌کنندگان او در فرودگاه بیروت، کاردار لیبی محمود بن کوره حضور داشت. در فرودگاه طرابلس، رئیس دفتر ارتباطات خارجی کنگره عمومی خلق احمد شحاتی از صدر استقبال کرد. صدر و همراهانش در هتل الشاطی، در طرابلس غرب به عنوان میهمان رسمی دولت لیبی اقامت گزیدند.

## ناپدید شدن
موسی صدر و دو همراهش به ظاهر برای شرکت در مراسم بزرگداشت سالگرد به قدرت رسیدن معمر قذافی، رهبر لیبی در ۱۹۶۹، از بیروت به طرابلس سفر کردند اما یک روز پیش از آغاز مراسم اعلام شد که او و همراهانش به‌طور غیرمنتظره لیبی را به مقصد رم در ایتالیا ترک کرده‌اند. پس از آن دیگر خبری از موسی صدر یا همراهانش به دست نیامد و به نظر می‌رسید که آن‌ها در رم ناپدید شده باشند. معمر قذافی رئیس‌جمهور لیبی اذعان می‌کند که قرار ملاقات وی با موسی صدر برای روز ۳۱ اوت ۱۹۷۸ تعیین شده بوده ولی صدر با تغییر ناگهانی تصمیم خود و بدون اطلاع قذافی، لیبی را به قصد رم ترک کرده است.
شیعیان لبنان قذافی را مسبب ماجرا دانستند و او را متهم کردند که موسی صدر را دستگیر کرده یا به قتل رسانده است. ادعایی که مقامات لیبی رد کردند و با ارسال یک گروه تحقیق به رم مدعی شدند که موسی صدر مطابق برنامه طرابلس را ترک کرده و در رم ناپدید شده است. سازمان آزادیبخش فلسطین نیز بازرسانی به طرابلس فرستاد و در نهایت اعلام کرد چمدان صدر را در هتلی در طرابلس پیدا کرده است. در همین زمان شایعاتی در خاور میانه شنیده می‌شد که موسی صدر برای پیوستن به مبارزات سیاسی علیه شاه به موطن خود، قم، بازگشته است و شایعات دیگر حاکی از این بود که پلیس مخفی شاه او را ربوده است.
پلیس ایتالیا پس از انجام تحقیقات از تمامی هتل‌ها، مسافرخانه‌ها و مراکز لبنانیان اعلام کرد هیچ مدرکی مبنی بر این که موسی صدر پا به خاک ایتالیا گذاشته باشد، در دست نیست. خدمهٔ پرواز آلیتالیا، پروازی که موسی صدر با آن به رم رفت، نیز در بازجویی‌هایی که پسی از ناپدید شدن موسی صدر انجام شد، هیچ‌کدام به خاطر نمی‌آوردند که موسی صدر را در هواپیما دیده باشند که با توجه به ویژگی‌های ظاهری خاص موسی صدر (قد بسیار بلند، ریش انبوه و لباس روحانیت) دور از ذهن به نظر می‌رسید.
۲۷ سال بعد، در فوریهٔ ۲۰۰۶ دادگاهی در ایتالیا با رد ادعاهای پیشین پلیس ایتالیا و براساس تحقیقاتی که فرانکو لونتا بر روی این پرونده انجام داده بود، اعلام کرد موسی صدر پا به خاک ایتالیا گذاشته و پس از آن به دلایل نامعلومی ناپدید شده است. بر اساس حکم این دادگاه مدرکی دال بر دخالت حکومت لیبی در ربودن موسی صدر به دست نیامده است. این حکم مورد اعتراض حزب امل قرار گرفت و حسن نصرالله، دبیرکل حزب‌الله لبنان آن را حکمی سیاسی دانست.
در سال ۲۰۰۹، شورای قضایی لبنان، معمر قذافی و ۱۶ نفر دیگر را به دست داشتن در ناپدید شدن موسی صدر متهم کرد. این دادگاه هنوز حکمی صادر نکرده است.
در سال ۲۰۱۱ پس از سرنگونی قذافی و در ۳۳ مین سالگرد ناپدید شدن او، گزارش‌هایی مبنی بر مرگ موسی صدر منتشر شد. سایت آینده به نقل از دکتر کنی نوشت که او از سوی محمدرضا شاه مأمور پیگیری وضعیت موسی صدر بوده ولیکن در ملاقاتی انور سادات به او می‌گوید که به دلیل دیوانه بودن قذافی و امکان دست زدن به هر اقدام خطرناکی از سوی او، سرویس اطلاعاتی مصر بر لیبی تسلط دارد و امام موسی صدر نیز با توجه به این اطلاعات به دستور قذافی اعدام شده و جسد وی نیز در یک بلوک بتونی به قعر اقیانوس فرستاده شده است.
عبدالمنعم الهونی نماینده شورای انتقالی لیبی در قاهره نیز ضمن تأیید این امر دلیل واقعه را اعلام کرد: قذافی مدعی آگاهی از همه امور سیاسی و دینی بود. برخلاف آنچه گفته شده قذافی و موسی صدر دیدار کرده‌اند. در طول یک دیدار قذافی به مذهب تشیع پرداخت و در آن تشکیک کرد و پاسخ موسی صدر نیز شدید بود و او قذافی را به ناآگاهی از علوم دین اسلامی به صورت کلی، و همچنین ناآگاهی از مذهب شیعه و سنی متهم کرد. پس از آن قذافی به موسی صدر دشنام داد و صدر نیز در مقابل قذافی را به خیانت و مزدوری متهم کرد. پس از این جریان بود که قذافی فرمان قتل موسی صدر را صادر کرد.
خواهرزاده و داماد موسی صدر اما گفت که اخباری که از برخی زندانیان آزاد شده در لیبی چندین سال قبل (آخرین خبر ۱۰ سال پیش) مبنی بر وجود وی در زندان منتشر نموده‌اند، خانواده امام موسی صدر مرگ وی را تأیید نمی‌کنند و همچنان فکر می‌کنند که او در لیبی زندانی است. همچنین محمد کرمی‌راد، عضو کمیته بررسی وضعیت موسی صدر در مجلس شورای اسلامی گفت براساس اسنادی که خانواده او در اختیار مجلس قرار داده‌اند قرائن و شواهد حاکی از زنده بودن صدر است و کسانی که با وی بوده‌اند، زنده بودن موسی صدر را تأیید کردند.
رباب الصدر در گفتگوی اختصاصی با شبکه تلویزیونی المیادین گفت: «مقامات لیبیایی در سال‌های اخیر مایل بودند به توافقی با ما دست پیدا کنند که ما آن را نمی‌پذیرفتیم. آن‌ها پیشنهاد پرداخت پول در مقابل مختومه شدن پرونده ناپدید شدن امام موسی صدر را مطرح کردند. آن‌ها بارها تماس گرفتند ولی ما پیشنهاد را رد کردیم، ما پول‌پرست نیستیم».
ممکن است ربوده شدن ایشان به نفع کسی یا کسانی بوده باشد: قذافی خود را پیشرو انقلابیون جهان اسلام می‌دانست و حذف رقیب مهم بود. ایشان نامزد مناسبی برای رهبری ایران پس از شاه بود زیرا وقتی آیه الله سید محمد علی موحد ابطحی از روح‌الله خمینی می‌پرسد به فرض که انقلاب در ایران پیروز شود، کسی را دارید برای رهبری؟ وی پاسخ می‌دهد: رفیق خودت آقا موسی. ناپدید شدن امام موسی صدر با فاصله زمانی کمی از خروج خمینی از عراق اتفاق افتاد. یافت شدن مجدد ایشان برای جمهوری اسلامی ایران نیز خوشایند نبود زیرا می‌توانست او را به جای خمینی در اذهان زنده کند. حسینعلی منتظری نیز مخالف پیگیری سرنوشت ایشان بود. عکس‌های قذافی با محمد منتظری، علی خامنه ای، علی اکبر رفسنجانی، محمود احمدی‌نژاد، و رفیق دوست مناقشاتی لفظی در این باره پدیدآورده است. این در حالی است که در مهرماه ۱۳۹۵ شیرین عبادی در مصاحبه با رادیو فردا می‌گوید:
خانواده امام موسی صدر یک بار آمدند به دفتر من برای پیدا کردن او از من کمک خواستند. من با تعجب پرسیدم چرا از من؟ عروس آقای خمینی خواهرزاده موسی صدر بود. شما چرا از دستگاه‌های حکومتی کمک نمی‌گیرید؟ من سمتی ندارم. گفتند که وزارت امور خارجه و اصولاً حکومت ایران می‌گوید روابط سیاسی را نمی‌توان فدای روابط خانوادگی کرد.

## پیامدها
- در اولین سفر وزیر خارجه لیبی به ایران پس از انقلاب ایران، خمینی به او تأکید می‌کند به محض بازگشت به لیبی، به این موضوع رسیدگی شود و درخواست دیدار با قذافی را رد می‌کند.[۱۹]
- پس از ناپدید شدن صدر، خانواده وی که از نفوذ زیادی در میان سیاستمداران ایران برخوردار بودند، همواره سعی کردند با فشار بر دستگاه دیپلماتیک ایران، موضوع ربایش ایشان را در دستور کار وزارت امور خارجه ایران قرار دهند. این پافشاری‌های مداوم تا امروز ادامه یافته و مانع از آن شد که روابط دو کشور هیچگاه به سطح معمول خود برسد.[۲۰]
- در سومین سالگرد ناپدید شدن موسی صدر رهبران شیعه در لبنان مردم را به اعتصاب‌های سراسری دعوت کردند. چند بمب‌گذاری در خطوط هوایی لبنان و لیبی نیز گفته می‌شود که به این رویداد مرتبط باشد.[۲۱]
- در ششمین سالگرد ناپدید شدن صدر، غرب بیروت به‌طور کامل تعطیل و تظاهراتی در اعتراض به این ماجرا برگزار شد. این تظاهرات که به نوعی ابراز قدرت طرفداران موسی صدر محسوب می‌شد، یک روز کامل به طول انجامید.[۲۲]
- روابط لبنان و لیبی پس از ناپدید شدن صدر همواره سرد باقی ماند.[۲۳]

## اخبار پیرامون مرگ وی
- نقل قول دکتر کنی (نماینده محمدرضا پهلوی) از انور سادات
- عبدالمنعم الهونی نماینده شورای انتقالی لیبی در قاهره

### انگیزه قذافی برای کشتن صدر
به گفته خلیل الخلیل سفیر لبنان در ایران، قذافی میلیونها دلار پول به صدر داده‌بود که در راه مبارزه با اسرائیل در جنوب لبنان به کار بندد ولی صدر چنین نکرد. قذافی از صدر خواسته بود که شیعیان لبنان با فلسطینی‌ها در راه مبارزه با اسرائیل همکاری کنند. از نظر قذافی صدر به قول خود عمل‌نکرده‌بود و در نتیجه قذافی از صدر دل خوشی نداشت. علی کنی فرستاده شاه به منطقه (جهت جستجوی صدر) از جلسه‌ای که با شاهزاده سعودی فهد سخن می‌گوید که در آن فهد قتل صدر بدست قذافی را به درخواست عرفات از قذافی نسبت می‌دهد. به گفته فهد عرفات معتقد بود صدر به نهضت فلسطین صدمه می‌زند.

### تناقض در روایات نقل شده از عرفات
اسکات کوپر در کتاب سقوط بهشت مدعی است که : در زمان اقامت خمینی در فرانسه، بنی‌صدر یک‌بار به عرفات تلفن می‌کند و از او در مورد سرنوشت صدر می‌پرسد. در پاسخ عرفات از قذافی نقل می‌کند که در جلسه بین صدر و قذافی، صدر ناراحت شده و تهدید به ترک لیبی می‌نماید. قذافی از سربازان خود می‌خواهد که او را آرام کنند. قذافی ادعا می‌کند که سربازان او به اشتباه این حرف او را فرمان کشتن صدر تلقی نمودند و قتل صدر ناشی از یک سوءتفاهم بوده است. در یک جای دیگر اما از عرفات این‌طور نقل می‌شود که قذافی صدر را ابتدا فقط زندانی می‌کند و صدر تا زمان پیروزی انقلاب در ایران زنده نگه‌داشته شده بود. و تنها پس از هماهنگی با بهشتی در بعد از انقلاب بود که قذافی فرمان قتل صدر را داد.

### تلاشهای محمدرضا پهلوی برای یافتن صدر
به شهادت علی کنی که خود را از دوستان دوران کودکی صدر معرفی می‌کند صدر با محمدرضاشاه در ارتباط بود. به عنوان مثال او طی نامه‌ای از لبنان به شاه قول کمک داده بود. صدر در آن نامه به شاه گفته بود که به جای او با خمینی صحبت خواهد کرد و ترتیبی می‌دهد که سیاست‌های شاه با اصول دینی تطبیق بیشتری داشته باشد. در آن نامه صدر کمک به شاه را مشروط به آوردن مهدی بازرگان و اعضای نهضت آزادی به دولت، به علاوه انحلال مجلس و برگزاری انتخابات آزاد کرده بود. صدر یک بار از علی کنی خواسته بود متن دروس خمینی در نجف در مورد ولایت فقیه را به دست شاه برساند. صدر خواسته بود این کتاب به تعداد زیاد تکثیر شود تا روشنفکران به شناخت واقعی از خمینی برسند. گفته می‌شود مقامات موساد در یک جلسه خصوصی با شاه در جزیره کیش به او پیشنهاد کردند برای مقابله با اپوزیسیون خارج از ایران از صدر در جنوب لبنان حمایت کند. سید حسین نصر از طرحی سخن به میان می‌آورد که می‌گوید آن را از علمای جوان قم و از حلقه علمای تهران شنیده است. براساس این نقشه قرار بود صدر برای تشکیل دولت دینی به ایران دعوت شود، شاه یک مقام صوری برای خود حفظ کند و در عوض خمینی برای درس و بحث به قم برود. به گفته نصر این نقشه با شاه و ملکه و نیز ژنرال‌های ارتش در میان گذاشته شده بود. در مقابل وقتی صدر ناپدید شد، شاه علی کنی را به کشورهای اطراف فرستاد تا از سرنوشت صدر کسب اطلاع کند. نتیجه صحبت کنی با مقامات مصر و عربستان حاکی از آن بود که قذافی صدر را کشته است.

### تلاشهایسید روح‌الله خمینی
وی در روزهای اول در نامه‌ای از یاسر عرفات می‌خواهد که پیگیر اوضاع سید موسی صدر باشد. یکماه بعد از پاریس معمر قذافی را مخاطب قرار داده و از او می‌خواهد پیگیر سلامت وی باشد. در مصاحبه با روزنامه السفیر لبنان، نمایندگان حرکه المحرومین لبنان و مصاحبه با نشریه لبنانی امل به وی ابراز علاقه می‌کند و آرزو می‌کند که وی به عرصه مبارزه بازگردد. چند ماه بعد که عبدالسلام جلود معاون معمر قذافی به ایران می‌آید، دیدار را با پیگیری وضعیت ایشان آغاز می‌کند.

### پیگیری‌های روسای جمهور ایران
در سال‌های پس از فوت خمینی همچنان مطالبه‌گری دربارهٔ موسی صدر، از سوی روسای جمهور دنبال می‌شد. در چنین شرایطی، شواهد نشان می‌دهد که هر چه به پایان دوران حکومت قذافی نزدیک می‌شویم، میل به تداوم رابطه میان دو کشور، از سوی جمهوری اسلامی کمتر می‌شود. مهدی فیروزان، داماد سیدموسی صدر روایت می‌کند که «من یادم نمی‌رود که ایشان [خامنه‌ای] فرمودند: به آقای خاتمی (رئیس‌جمهور وقت) بگویید که این قضیه را پیگیری بکنند، حتی به قیمت قطع روابط با لیبی، ولو بلغ ما بلغ. من این را خودم از آقا شنیدم.»

## گمانه زنی دربارهٔ زنده بودن وی
پیرامون زنده بودن یا کشته شدن موسی صدر و سرنوشت وی پس از سفر به لیبی گمانه‌زنی‌های فراوانی مطرح شده است. پیتر تئوروکس، عضو شورای امنیت ملی آمریکا در دورهٔ جورج دبلیو بوش در کتاب خود به نام ناپدید شدن عجیب امام موسی صدر که در سال ۱۹۸۷ منتشر شد، این موضوع را بررسی می‌کند و در نهایت به این نتیجه‌گیری می‌رسد که مأموران امنیتی لیبی در اثر یک سوءتفاهم صدر را به قتل رسانده‌اند.
رویدادهایی که در پی اعتراضات گستردهٔ مردمی در لیبی و متزلزل شدن حکومت معمر قذافی در لیبی رخ داد، موضوع ناپدید شدن موسی صدر را بار دیگر مطرح کرد. عبدل منعم الهونی، سرگرد سابق ارتش لیبی و از کسانی که در کودتای ۱۹۶۹ نقش داشت، پس از بیش از سی سال سکوت، در مصاحبه‌ای با روزنامه الحیات ادعا کرد صدر به دستور قذافی به ضرب گلوله کشته و در یکی از شهرهای جنوبی لیبی به نام سبها به خاک سپرده شده است. وی مدعی است دستور انتقال جنازهٔ موسی صدر به سب‌ها به سرهنگ ناجی‌الدین یازجی (که از بستگان اوست) داده شده و او پس از اجرای این دستور به قتل رسیده است.
با این حال گزارش‌های دیگر حاکی از این است که احتمال دارد روحانی شیعه هنوز زنده باشد. روزنامه الشرق الاوسط، از قول یکی از مخالفان لیبیایی، به نام عیسی عبدالمجید منصور نوشته است که موسی صدر در زندان سب‌ها زنده است.
برخی دیگر از این دلایلی که احتمال زنده بودن صدر را قوت می‌بخشند عبارتند:
- از اظهارات چند تن از زندانیان ابوسلیم طرابلس که با صدر دیدار و با وی صحبت کرده‌اند.
- حکم دادگاه عالی لبنان مبنی بر دستگیری معمر قذافی و ۱۶ تن از مقامات لیبیای
- گزارش کمیسیون امنیت ملی مجلس شورای اسلامی ایران مبنی بر زنده بودن صدر و حضور او در لیبی
- اعتراف معمر قذافی به دیدار با موسی صدر. [نیازمند منبع]

دیگر دلایل زنده بودن و حضور صدر در لیبی که توسط استاد احمد اسماعیل (از یاران نزدیک موسی صدر) نقل شده عبارتند از: رؤیت او توسط یک افسر فرانسوی زندانی در لیبی، رؤیت او در نزدیکی مرز چاد توسط یک تبعه گینه، رؤیت او توسط برخی اتباع مصری در لیبی، رؤیت او توسط یک تکنسین لبنانی شاغل در لیبی به هنگام تعمیر تأسیسات برقی زندان، درمان او در لیبی توسط پزشکی هندی، پیام عرفات مبنی بر رؤیت او توسط یک فلسطینی در لیبی.
عدنان منصور در حاشیه نشست وزیران امور خارجه کشورهای عضو جنبش عدم تعهد ا دربارهٔ آخرین اخبار مرتبط با امام موسی صدر و همراهانش تصریح کرد: ما این مسئله را پیگیری می‌کنیم و هر کاری که لازم باشد انجام می‌دهیم. ما مطمئنیم که امام و همراهانش زنده هستند و به زودی آزاد خواهند شد.

## بازداشت هانیبال قذافی
هانیبال قذافی، فرزند کوچک معمر قذافی، 11 دسامبر 2015 در اوج وخامت اوضاع داخلی سوریه، در این کشور ربوده شد و به نیروهای امنیتی لبنان تحویل داده شد. او که پس از سقوط پدرش تحت تعقیب اینترپل بود، از سوی دستگاه قضایی لبنان بازداشت شد.

### اعتراف به محل زندان‌های صدر
هانیبال قذافی به اطلاعات مهمی دربارهٔ حیات صدر و محل اسارت وی در زندان‌های مکتب النصر، جنزور و پایگاه هوایی سبها در دوره‌های مختلف منتهی به سال‌های سقوط قذافی اعتراف کرد. این اعتراف‌ها به شورای عالی قضایی لبنان ثابت کرد صدر دست کم تا سال ۲۰۱۱ همچنان زنده نگه داشته شده بوده است و هانیبال قذافی به صورت پسینی در ناپدیدسازی اجباری صدر دست داشته است. هانیبال از بازپرسانش خواست او را آزاد کنند تا اطلاعات تکمیلی را نیز بدهد اما آن‌ها به او یادآوری کردند که پنهان کردن اطلاعات دربارهٔ یک جرم، خود یک جرم مستقل است. او همچنان از بیان دانسته‌هایش دربارهٔ محل اسارت صدر و همراهانش سر باز زده است و چند بار به اعتصاب غذای تر در زندان مبادرت کرده.
تا اکتبر ۲۰۲۴ هانیبال هنوز در لبنان بازداشت بوده و میانجیگری‌های سوریه و میخائیل بوگدانف، نماینده ویژه روسیه برای آزادسازی او بدون مشخص ساختن سرنوشت موسی صدر به نتیجه نرسیده است.
دستگاه قضایی لیبی ۳۰ ژوئیه ۲۰۲۳ در نامه‌ای رسمی به دستگاه قضایی لبنان اعلام کرد آمادگی دارد در چارچوب تفاهمنامهٔ سال ۱۱ مارس ۲۰۱۴ لبنان و لیبی، اطلاعاتش را دربارهٔ پروندهٔ صدر در ازای آزادی هانیبال در اختیار دولت لبنان بگذارد. متعاقب این نامه، هیئتی رسمی در آغاز سال ۲۰۲۴ به لبنان سفر کرد اما هیچ اطلاعاتی همراه خود نداشتند و وعده دادند به زودی به لبنان بازخواهند گشت اما سفر بعدی هیچ‌گاه به انجام نرسید.